# Känslighetsanalys
En känslighetsanalys (engelska: sensitivity analysis) är en metod att bedöma hur ”stabila” undersökningsresultat i en konstruerad modell är för förändrade förutsättningar.

## Finansiell ekonomi
Analys av hur känslig en investering är för förändringar i gjorda prognoser.

## Metaanalyser och hälsoekonomi
När känslighetsanalyser används i metaanalyser och hälsoekonomiska analyser, ändrar man vissa förutsättningar och data, till exempel utesluter vissa avvikande data eller använder alternativa värden, och noterar hur detta påverkar resultatet. Ibland ändrar man många värden samtidigt för att skapa alternativa scenarier, till exempel sämsta möjliga utfall.